# Кавасе Наомі
Наомі Кавасе (河瀬 直美 Kawase Naomi; нар. 30 травня 1969, Нара, префектура Нара, Японія) — японська кінорежисерка, сценаристка та продюсер. Лауреат та номінантка численних фестивальних та професійних кінонагород .

## Біографія
Наомі Кавасе народилася 30 травня 1969 року в місті Нара, Японія. Її батьки розлучилися, коли Наомі була дитиною; виховувалася бабусею. Після закінчення у 1989 році Школи фотографії (Ōsaka Shashin Senmon Gakkō, нині — Коледж образотворчих мистецтв міста Осака) протягом чотирьох років працювала там же викладачем.

## Творча кар'єра
Наомі Кавасе, дебютувавши в кіно у 1992 році, знімає як документальне, так і ігрове кіно, вносячи найсильніші автобіографічні елементи, включаючи прямі зйомки смерті бабусі, що виховала її, власних пологів та ін. При цьому її фільми абсолютно позбавлені пафосу в європейському значенні слова: це завжди мінімалістське, гранично тихе кіно. Свої фільми режисерка знімає за невеликі гроші, воліючи залучати непрофесійних акторів.
У 1997 році Наомі Кавасе зняла свій дебютний повнометражний художній фільм «Судзаку» за який отримала перше фестивальне визнання, здобувши «Золоту камеру» на 50-му Каннському міжнародному кінофестивалі. Кавасі стала першим японським режисером, що отримав цю нагороду, і наймолодшою її власницею.
У 2007 році стрічка Наомі Кавасе «Ліс скорботи» завоювала Гран-прі на 60-му кінофестивалі в Каннах.
У 2013 році Наомі Кавасе входила до складу міжнародного журі конкурсної програми 66-го Каннського кінофестивалю під головуванням Стівена Спілберга.
У 2015 році фільм Кавасе «Ан» відкривав програму «Особливий погляд» 68-го Каннського кінофестивалю.
У 2016 році Наомі Кавасе була головою журі програми «Сінефондасьйон» та конкурсу короткометражних фільмів 69-го Каннського міжнародного кінофестивалю.
У 2017 році фільм Кавасе «Сяйво» було відібрано для участі в основній конкурсній програмі 70-го Каннського міжнародного кінофестивалю (2017) у змаганні за Золоту пальмову гілку.
У 2015 році Наомі Кавасе була нагороджена французьким Орденом Мистецтв та літератури (кавалер).

## Фільмографія
| Рік  |           | Назва українською                | Оригінальна назва             | Режисер | Сценарист | Оператор | Продюсер |
| ---- | --------- | -------------------------------- | ----------------------------- | ------- | --------- | -------- | -------- |
| 1992 | к/м       | Обійми                           | Ni tsutsumarete               | Так     |           |          |          |
| 1994 |           | Равлик                           | Katatsumori                   | Так     |           |          |          |
| 1995 | к/м       | Побачивши небо                   | Ten, mitake                   | Так     |           |          |          |
| 1996 | к/м, док. | Сонце на горизонті               | Hi wa katabuki                | Так     | Так       | Так      | Так      |
| 1997 |           | Судзаку                          | Moe no suzaku                 | Так     | Так       |          |          |
| 1997 | док.      |                                  | Somaudo monogatari            | Так     | Так       | Так      | Так      |
| 1999 | док.      | Калейдоскоп                      | Manguekyo                     | Так     | Так       | Так      |          |
| 2000 |           | Світляк                          | Hotaru                        | Так     | Так       |          |          |
| 2001 |           | Небо, вітер, вогонь, вода, земля | Kya ka ra ba a                | Так     | Так       | Так      |          |
| 2003 | док.      | Лист від жовтого цвіту вишні     | Tsuioku no dansu              | Так     | Так       | Так      |          |
| 2003 |           | Шара                             | Sharasôju                     | Так     | Так       |          |          |
| 2006 | к/м       | Народження і материнство         | Tarachime                     | Так     |           | Так      |          |
| 2007 |           | Ліс скорботи                     | Mogari no mori                | Так     | Так       |          | Так      |
| 2008 |           | Нанайо                           | Nanayomachi                   | Так     | Так       |          | Так      |
| 2010 | док.      | Генпін                           | Genpin                        | Так     | Так       |          | Так      |
| 2010 |           | Останні каштани                  | Mitsu no kuri                 |         |           |          | Так      |
| 2011 |           | Червона квітка Місяця            | Hanezu no tsuki               | Так     | Так       | Так      | Так      |
| 2012 |           | Слід                             | Chiri                         | Так     | Так       |          |          |
| 2014 |           | І все-таки вода                  | 2つ目の窓 / Futatsume no mado | Так     | Так       |          |          |
| 2015 |           | Ан                               | あん / An                     | Так     | Так       |          |          |
| 2017 |           | Сяйво                            | 光 / Hikari                   | Так     | Так       |          |          |
| 2018 |           | Видіння                          | Vision                        | Так     | Так       |          | Так      |

## Визнання
| Рік                                                 | Категорія                                                  | Фільм                    | Результат |
| --------------------------------------------------- | ---------------------------------------------------------- | ------------------------ | --------- |
| Каннський міжнародний кінофестиваль                 |                                                            |                          |           |
| 1997                                                | Золота камера                                              | Судзаку                  | Перемога  |
| 2003                                                | Золота пальмова гілка                                      | Шара                     | Номінація |
| 2007                                                | Золота пальмова гілка                                      | Ліс скорботи             | Номінація |
| 2007                                                | Гран-прі                                                   | Ліс скорботи             | Перемога  |
| 2009                                                | Золотий тренер                                             | Золотий тренер           | Перемога  |
| 2011                                                | Золота пальмова гілка                                      | Червона квітка Місяця    | Номінація |
| 2014                                                | Золота пальмова гілка                                      | І все-таки вода          | Номінація |
| 2015                                                | Приз Особливий погляд                                      | Ан                       | Номінація |
| 2017                                                | Золота пальмова гілка                                      | Сяйво                    | Номінація |
| 2017                                                | Приз екуменічного журі                                     | Сяйво                    | Перемога  |
| Сингапурський міжнародний кінофестиваль             |                                                            |                          |           |
| 1997                                                | Премія Срібний екран за найкращий художній азійський фільм | Судзаку                  | Номінація |
| Роттердамський міжнародний кінофестиваль            |                                                            |                          |           |
| 1997                                                | Приз Тигр                                                  | Судзаку                  | Номінація |
| 1997                                                | Приз ФІПРЕССІ                                              | Судзаку                  | Перемога  |
| Міжнародний кінофестиваль у Вальядоліді             |                                                            |                          |           |
| 1997                                                | Золотий колос                                              | Судзаку                  | Номінація |
| 2015                                                | Найкращий режисер                                          | Ан                       | Перемога  |
| Ам'єнський міжнародний кінофестиваль                |                                                            |                          |           |
| 1997                                                | Золотий єдиноріг за найкращий фільм                        | Судзаку                  | Перемога  |
| Міжнародний кінофестиваль у Локарно                 |                                                            |                          |           |
| 2000                                                | Золотий леопард                                            | Світляк                  | Номінація |
| 2000                                                | Приз ФІПРЕССІ                                              | Світляк                  | Перемога  |
| 2000                                                | Приз Міжнародної конфедерації художнього кіно (C.I.C.A.E.) | Світляк                  | Перемога  |
| 2006                                                | Золотий леопард                                            | Народження і материнство | Номінація |
| 2006                                                | Спеціальна згадка                                          | Народження і материнство | Перемога  |
| Міжнародний фестиваль документального кіно «Їглава» |                                                            |                          |           |
| 2006                                                | Найкращий документальний фільм                             | Народження і материнство | Номінація |
| 2006                                                | Спеціальна згадка журі                                     | Народження і материнство | Перемога  |
| Талліннський кінофестиваль «Темні ночі»             |                                                            |                          |           |
| 2007                                                | Нагорода Netpac                                            | Ліс скорботи             | Перемога  |
| Міжнародний кінофестиваль у Хайфі                   |                                                            |                          |           |
| 2015                                                | Приз Carmel за найкращий фільм                             | Ан                       | Номінація |
| 2015                                                | Приз Carmel — Спеціальна згадка                            | Ан                       | Перемога  |
| Міжнародний кінофестиваль в Сан-Паулу               |                                                            |                          |           |
| 2015                                                | Приз аудиторії за найкращий фільм іноземною мовою          | Ан                       | Перемога  |